# برج وضريح علاء الدين
برج وضريح علاء الدين (بالفارسية: برج آرامگاه علاءالدین) هو برج وضريح تاريخي يعود إلى الدولة الإلخانية، ويقع في ورامين.